# Bárcena de Cicero
Bárcena de Cicero is een gemeente in de Spaanse provincie Cantabrië in de regio Cantabrië met een oppervlakte van 37 km². Bárcena de Cicero telt 4.124 inwoners (1 januari 2016). Het dorp ligt aan de Ría de Treto, een zijtak van de Río Asón.

## Galerij

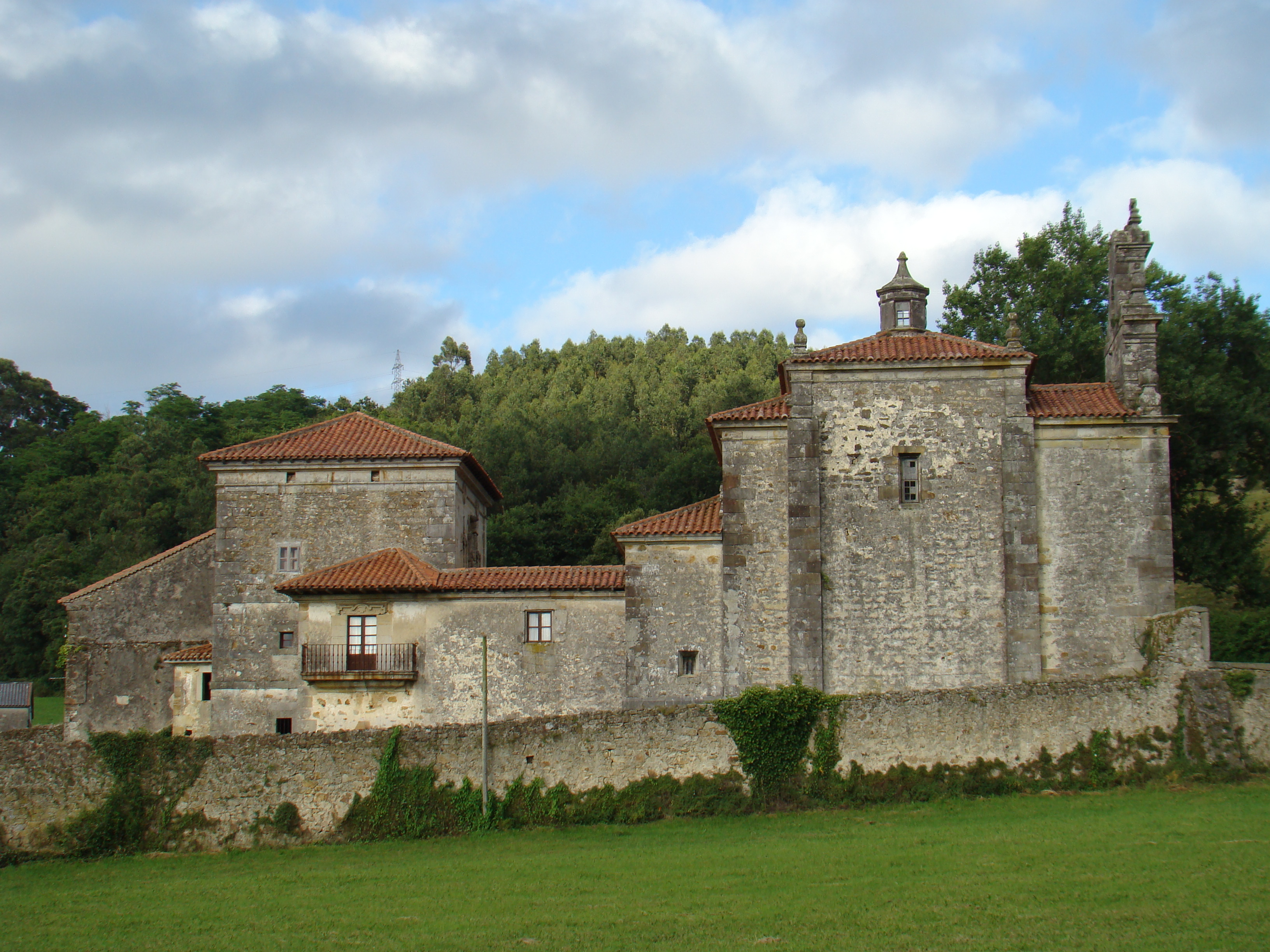
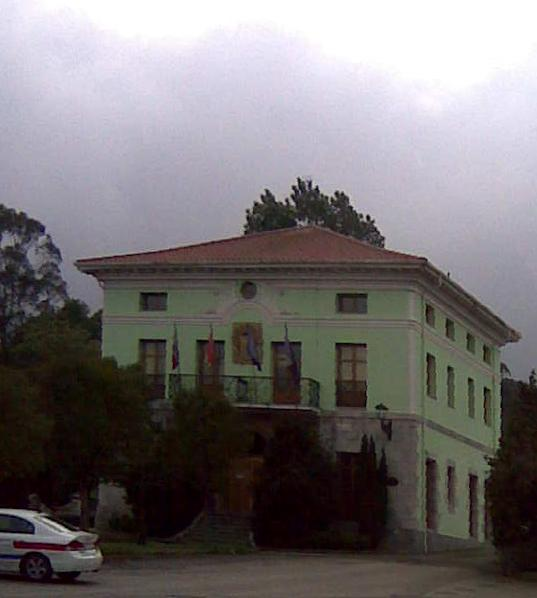

## Demografische ontwikkeling
Bron: INE, 1857-2011: volkstellingen